# Glenea arithmetica
Glenea arithmetica är en skalbaggsart som först beskrevs av Thomson 1857.  Glenea arithmetica ingår i släktet Glenea och familjen långhorningar.
Artens utbredningsområde är Sri Lanka. Inga underarter finns listade i Catalogue of Life.